# Reina Prinsen Geerligs

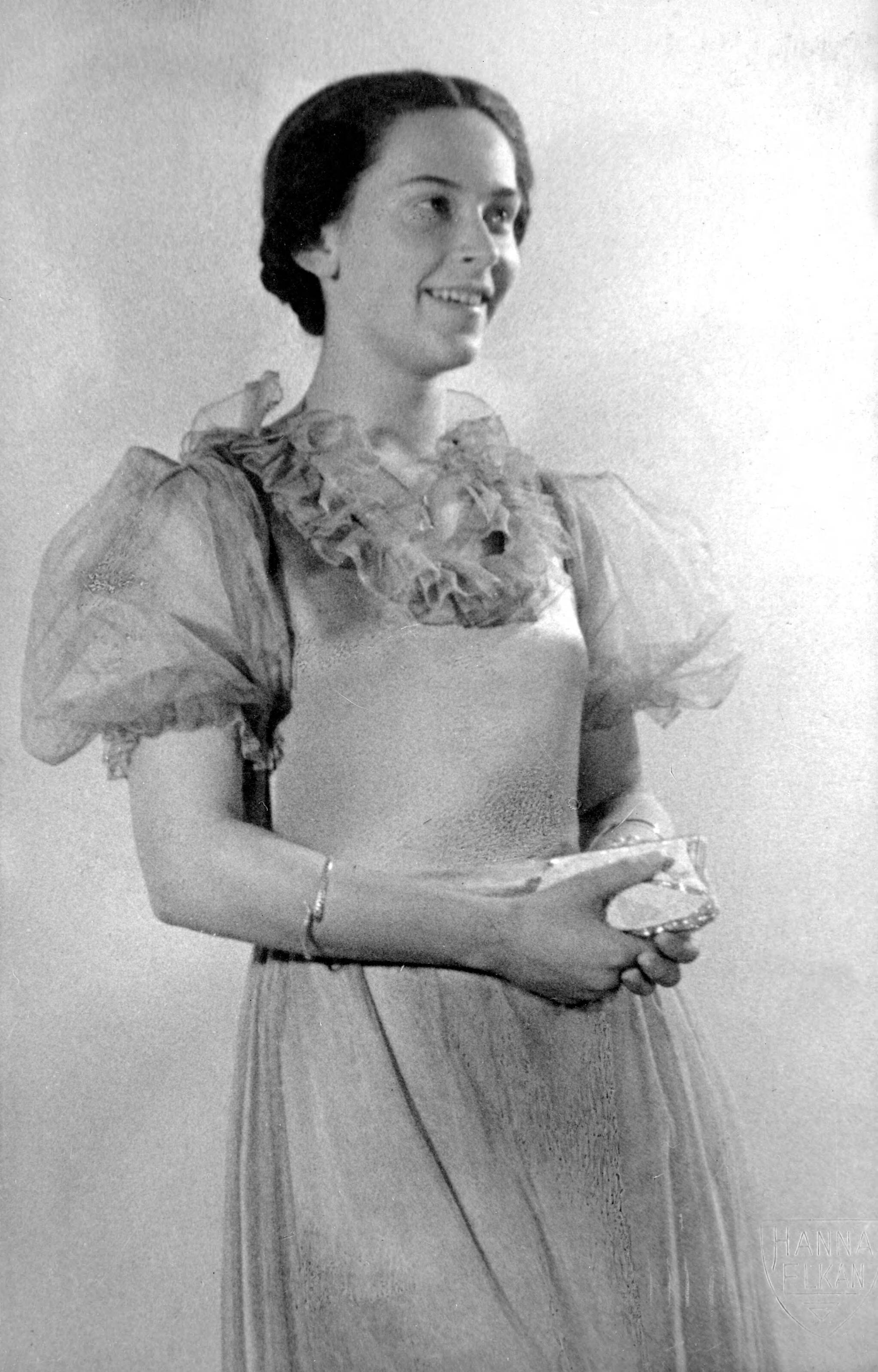
Reina Prinsen Geerligs (zwischen 1940 und 1943)

Reina Prinsen Geerligs (* 7. Oktober 1922 in Semarang; † 24. November 1943 im KZ Sachsenhausen) war eine niederländische Widerstandskämpferin zur Zeit des Zweiten Weltkriegs. Nach ihrem Tod wurde sie zur Namensgeberin für den Literaturpreis Reina Prinsen Geerligsprijs.

## Biografie
Reina Prinsen Geerligs wurde 1922 im damaligen Niederländisch-Indien als älteres von zwei Kindern des Chemikers Johan Prinsen Geerligs und dessen Frau Helen Carolina Zon geboren und war Enkelin des Chemikers Hendrik Prinsen Geerligs. Kurz nach ihrer Geburt zog die Familie nach Amsterdam, wo Prinsen Geerligs das Barlaeus Gymnasium besuchte. In dieser Zeit zeigten sich auch ihre literarischen Ambitionen und sie begann, Poesie und Prosa zu verfassen. Mit ihrem Essay Gerechtigheid gewann sie einen Wettbewerb der literarischen Zeitschrift Contact. Kurz vor Ausbruch des Zweiten Weltkriegs begann sie ein Studium im Fach Niederländisch, mit dem Ziel Schriftstellerin zu werden. In Folge der beginnenden Besetzung der Niederlande durch Deutschland schloss sich Prinsen Geerligs bald dem niederländischen Widerstand an. 1941 zogen ihre Eltern nach Laren, sie selbst blieb jedoch in Amsterdam, wo ihr Wohnhaus bald darauf zum Treffpunkt der linksradikalen Widerstandsgruppe CS-6 unter Leitung des Widerstandskämpfers Gerrit Kastein wurde. Für ihre Untergrundtätigkeiten nahm sie den Decknamen Leentje Vandendriesch an.
In der Anfangszeit des Widerstands verrichtete Prinsen Geerligs vor allem Kurierdienste für CS-6, ihre Beteiligung an mindestens zwei versuchten Anschlägen gilt jedoch als gesichert. Am 27. März 1943 soll sie zunächst am Anschlag auf das Einwohnermeldeamt Amsterdam beteiligt gewesen sein. Am 2. Juli 1943 erhielt sie gemeinsam mit einem weiteren CS-6-Mitglied den Auftrag, in Enschede den Polizisten Pieter Kaay zu liquidieren, der für die Ergreifung mehrerer Widerstandsmitglieder bei erstgenanntem Anschlag verantwortlich gewesen war. Die beiden führten den Auftrag jedoch nicht aus, da Kaay zum Zeitpunkt des geplanten Anschlags ein kleines Kind dabei hatte. Ob Prinsen Geerligs für die Erschießung Kaays am folgenden Tag verantwortlich war, ist bis heute umstritten. Des Weiteren beteiligte sie sich über einen Zeitraum von mehreren Monaten an der Erschießung von insgesamt 24 Widerstandsmitgliedern, die als Verräter enttarnt worden waren.
Prinsen Geerligs wurde am 23. Juli 1943 festgenommen, als sie eine Pistole in ein Versteck von CS-6 schmuggeln wollte. Daraufhin wurde sie zunächst in einem Gefängnis in Amsterdam (dem sogenannten Huis van Bewaring) interniert, wo sie vermutlich ein Geständnis über ihre Untergrundtätigkeiten und auch den Mord an Pieter Kaay ablegte. Einige Monate später wurde sie nach Deutschland deportiert, wo sie am 23. November im KZ Sachsenhausen bei Oranienburg ankam, jedoch nicht als Gefangene registriert wurde. Bereits am nächsten Morgen wurde Reina Prinsen Geerligs gemeinsam mit zwei anderen Frauen aus ihrer Widerstandsgruppe exekutiert.

## Literaturpreis

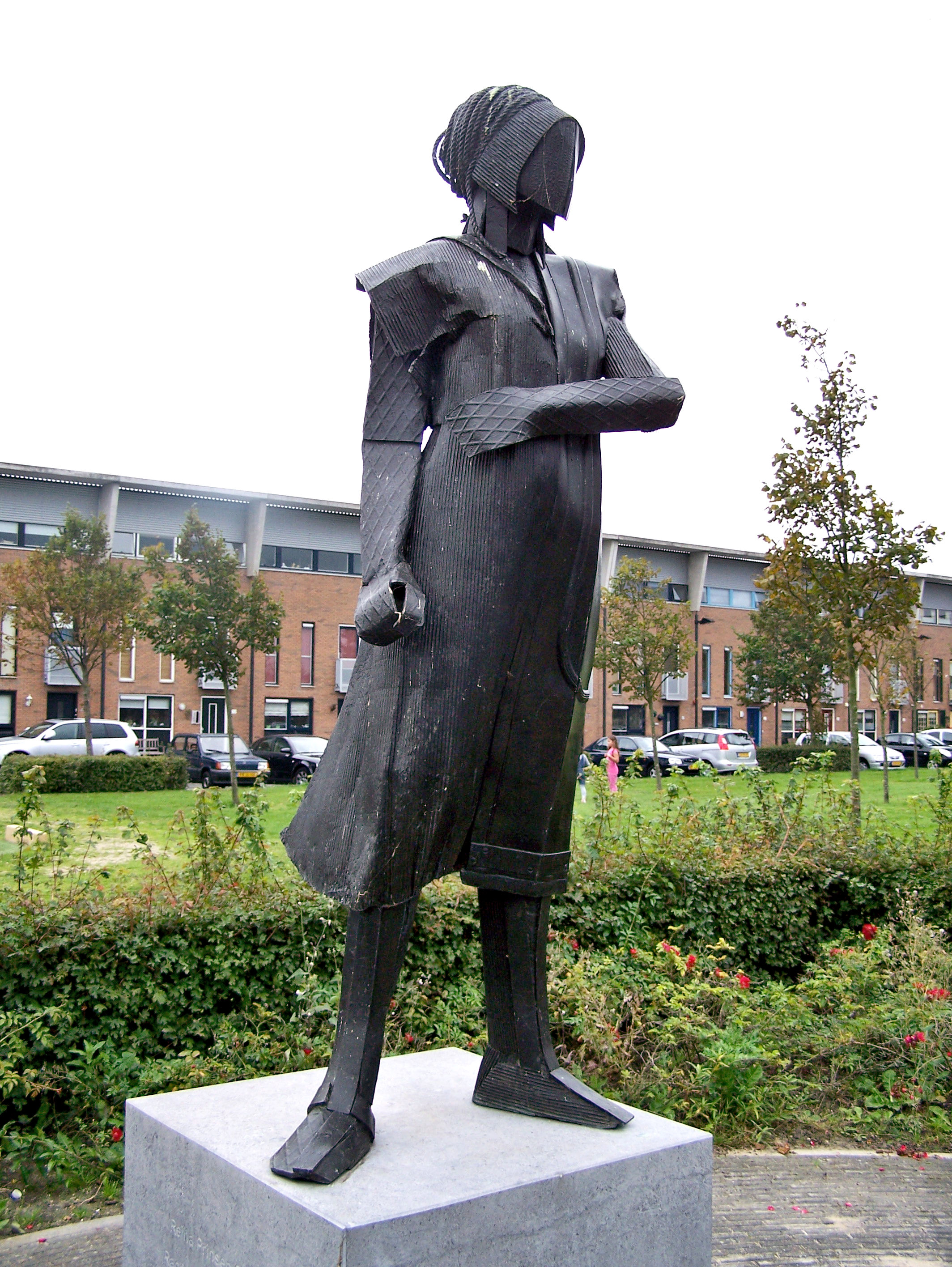
Das Denkmal Vrouwen uit het verzet (zu deutsch „Frauen des Widerstands“) in Heerhugowaard, in dessen Sockel die Namen von Prinsen Geerligs und 21 weiteren getöteten Widerstandskämpferinnen eingraviert sind.